# Sanity
Sanity, född 23 maj 2006 i Sverige, är en svensk varmblodig travhäst. Han tränades av Malin Löfgren och kördes oftast av Johnny Takter.
Sanity tävlade åren 2009–2015 och sprang in 10,2 miljoner kronor på 82 starter varav 31 segrar, 15 andraplatser och 8 tredjeplatser. Han tog karriärens största segrar i Silverdivisionens final (juli 2011), Gulddivisionens final (nov 2011, mars 2014), Guldbjörken (2012), Norrbottens Stora Pris (2012), Prix de Brest (2014) och Prix de l'Union Européenne (2014). Han kom även på andraplats i Jämtlands Stora Pris (2013, 2014) och Olympiatravet (2014), på tredjeplats i Grand Prix du Sud-Ouest (2013) samt på fjärdeplats i Hugo Åbergs Memorial (2012).

## Karriär
Hösten 2008, då Sanity var två år gammal, arrangerades även den första upplagan av tävlingen Rikstravet. I Rikstravet valdes 16 hästar och lika många travtränare runt om i landet ut för att representera varsitt landskap. Varje häst såldes i 1000 andelar, och Sanity och tränare Malin Löfgren representerade Jämtland.
I tävlingen gick det väldigt bra, och Stall Jämtland stod som segrare. Efter Rikstravet har Sanity bland annat deltagit i två upplagor av Elitloppet (2012 och 2014) och totalt sprungit in över 10 miljoner kronor.